# Rema Tip Top
Die Rema Tip Top AG (Eigenschreibweise: REMA TIP TOP AG) ist ein Hersteller und Händler, insbesondere von Reparaturmaterialien für Reifen. Der Hauptsitz befindet sich in Poing bei München.
Die Rema Tip Top AG wurde 2007 aus dem Unternehmen Stahlgruber ausgegründet. Zum gleichen Zeitpunkt wurde das Handelsgeschäft mit Autoersatzteilen in der Stahlgruber GmbH zusammengefasst. Die Stahlgruber Otto Gruber AG war das Mutterunternehmen der beiden Schwesterunternehmen Rema Tip Top AG und Stahlgruber GmbH.
Die Stahlgruber GmbH wurde 2020 an die LKQ Corporation verkauft.
Rema Tip Top bietet Produkte im Segment Automotive an: Reparaturmaterialien, Ventile, Gewichte und Maschinen für die Werkstattausstattung an, zudem gehören Reifenreparaturen von Fahrrad, Pkw, Lkw und Motorrad bis hin zum OTR und EM Reifen zum Leistungsprogramm. In den Segmenten Material Processing und Surface Protection entspricht das Produktportfolio Förderanlagen- und Aufbereitungstechnik sowie Verschleiß- und Korrosionsschutz. Durch Dienstleistungen und Materialsysteme wird die Einsatzbereitschaft von Produktionsanlagen für die Schüttgut-Förderung, Rohstoffgewinnung und Rohstoffaufbereitung maximiert. Das Unternehmen beschäftigt derzeit rund 8.000 Mitarbeiter und ist in über 190 Ländern vertreten. Weitere Produktionsstandorte befinden sich in Fürstenzell, Desdorf, Wittenberg, Somplar, Nauen, Middenmeer (Niederlande), Poznań (Polen), Howick und Benoni (Südafrika), Madison (USA), Guangzhou (China) sowie in Nagoya (Japan).

## Geschichte
Die Firmengeschichte von 1923 bis 2007 ist vom heutigen Mutterunternehmen Stahlgruber Otto Gruber AG nicht klar zu trennen. Ab 1937 wurden in der Wirtschaft im Nationalsozialismus Schlauchflicken zur Reparatur von Reifen produziert, ab 1938 auch Manschetten und Reifenpflaster. Kurz nach Kriegsende wurde ein Kaltvulkanisiermaterial entwickelt, das erstmals eine temperaturbeständige Schlauchreparatur ermöglichte. Das Produkt erhielt den Namen Tip Top. 1954 wurde das Werk in Poing eröffnet. 
Ab 1965 wurde Verschleißschutzmaterial und ab 1969 die ersten Vulkanisiergeräte produziert.
2009 die Akquisition von Dunlop Belting (Pty.) Ltd. in Südafrika, die Gründung des LSCE Logistic Service Center Europe und die Gründung des Rema Tip Top Latin America SPA. 2010 wurden Fertigungs- und Entwicklungsabteilungen in der eigenständigen Alfa Development GmbH zusammengelegt.

## Unternehmensstruktur
Die Rema Tip Top gliedert sich in drei Geschäftsfelder, die auf internationalem Terrain Produkte und Systemlösungen bieten: 

Segmentaufteilung Rema Tip Top AG

### Segment Automotive
Das Automotive Segment ist in den Bereichen Reifenreparatur, Reifenservice und Werkstattausstattung vertreten. Durch Kooperationen mit Reifenherstellern und Runderneuerungsanbietern werden durch die Rema Tip Top AG Systemlösungen für den Reifenmarkt geboten. Bei diesen handelt es sich um ein Komplett-Programm aus Eigenprodukten, Handelsware und einem Serviceangebot.

### Segment Material Processing
Die Kernkompetenz dieses Segments liegt darin, die Einsatzbereitschaft von Produktionsanlagen zu maximieren. Das Produktportfolio für die Förder- und Anlagentechnik besteht aus Verschleißschutz, Reparaturmaterial und Reparaturwerkzeugen sowie Förderbänder. Zu den wichtigsten Branchen gehören aktuell der Bergbau, Kraftwerke und Hafenanlagen.

### Segment Surface Protection
Natürliche und synthetische Werkstoffe, die eine hohe Beständigkeit gegen chemische, thermische und mechanische Beanspruchungen aufweisen, werden im Oberflächen- und Korrosionsschutz eingesetzt. Die Kunden der Rema Tip Top sind vorherrschend in der Chemieindustrie und in den industriellen Bereichen zu Hause, in denen mit aggressiven, die Oberflächen angreifenden Materialien gearbeitet wird oder deren Anlagen extremer Umweltbelastung ausgesetzt sind.

### Servicenetz der Rema Tip Top
Die Rema Tip Top Gruppe ist weltweit vernetzt: Fünf Holdinggesellschaften, 76 Tochter- und Beteiligungsgesellschaften sowie über 170 Partner auf allen fünf Kontinenten der Erde verteilt.

## Produktpalette mit zugehöriger Branche
Die Mehrheit der verwendeten Materialien und Lösungen werden nach Angaben der Firma in eigenen Labors entwickelt. Zur Herstellung einer Vielzahl von Rema Tip Top Produkten wird Kautschuk verwendet. Dieser wird zur Produktion von Gummi benötigt, der ebenfalls von Rema Tip Top produziert wird.
Hergestellt werden die Produkte des Unternehmens mit CKW- und aromatenfreien Vulkanisierlösungen, Klebesystemen und Reinigungsmitteln. Der Produktionsprozess findet dabei laut Rema Tip Top unter Berücksichtigung der weltweit neuesten Vorschriften von Umweltbehörden sowie den neuen Anforderungen der Bergbau- und Lebensmittelindustrie statt.
Die Anforderungen der Produktentstehung und Produktanwendung entsprechen der DIN EN ISO 9001: 2008 Zertifizierung und zeichnen das Qualitätsmanagement des Unternehmens aus.
Produkte und Dienstleistungen
Chemische Produkte, Arbeitsschutz
Diagnose und Autoservice
Druckluftversorgung
Gurtwartung
Hebetechnik, Achsvermessung
Montagegeräte, Montagehilfsmittel, Mobiler Service
Radwuchtmaschinen, Spannmittel, Räderwaschanlagen
Reifenhandling, Nachschneidegeräte und Raumotoren
Reparaturmaterial für Reifen und Schläuche
Spezialwerkzeuge für die Reifenreparatur
Ventile, Ausgleichsgewichte, Radbefestigungen, RDKS
Vulkanisiergeräte und Zubehör
Diese Produkte finden Verwendung in den folgenden Branchen: Armaturen, Agrarwirtschaft, Bergbau und Minen, Metall- und Maschinenbau, Einzelhandel (Fahrrad/Motorrad), Kfz-Werkstätten, Kfz-Service, Reifenhandel, Reifenservice, Reifenrunderneuerung, Transport, Logistik und Speditionswesen.
Beschichtungs-Systeme werden in der Chemieindustrie, Erzaufbereitung, Kraftwerke (Rauchgasentschwefelungsanlagen), Wasserwirtschaft, Hafenanlagen, Petrochemische Industrie, Energiewirtschaft, Recyclingindustrie, Waren- und Güterverkehr, Metall- und Maschinenbau, Düngemittelherstellung, Zellstoff- und Holzindustrie sowie in der Lebensmittelindustrie eingesetzt.
Förderanlagen-Service, Produkte zum Verschleißschutz und Korrosionsschutz-Gummierungen werden hauptsächlich in den Branchen Bergbau und Minen, Anlagenbau/Behälterbau, Bauindustrie, Gießereien, Kies-, Sand- und Schotterwerke, Zementindustrie, Recyclingindustrie, Metall- und Maschinenbau, Waren- und Güterverkehr, Zellstoff- und Holzindustrie sowie in der Lebensmittelindustrie verwendet.
Spezialklebstoffe und Lösungen werden sowohl für Fördergurtverbindung und -reparatur als auch für die Verarbeitung von Rema Tip Top Produkten für den Verschleiß- und Korrosionsschutz gewählt.